# Palazzo Levrini-Stringher
Il Palazzo Levrini-Stringher (noto anche come Palazzo Pisenti Stringher oppure Casa Farinone Levrini Stringher)  è databile agli inizi del XVI secolo e ha subito rimaneggiamenti nel '700 e ai primi del '900. 

## Facciata
Alcune cadute di intonaco, provocato dal terremoto del Friuli del 1976, hanno inaspettatamente fatto scoprire gli affreschi cinquecenteschi sottostanti. Il ciclo pittorico comprende soggetti sacri e scene profane mitologiche, spartite e incorniciate da specchiature a finto marmo, in fantasiose composizioni. Sulla facciata sud, verso via Cavour, al primo piano, vicino all'angolo si trovano i contorni di due figure; l'iscrizione frammentaria sottostante allude al gelo invernale e al solleone estivo. Sulla facciata ovest, su corso Mazzini, al primo piano in posizione centrale si trova una Madonna con Bambino dentro un'articolata struttura architettonica: a sinistra figurano quattro santi, tra cui San Rocco e San Girolamo.
Considerando l'epoca di costruzione del Palazzo e le vicende storiche che coinvolgevano a quei tempi Cividale, si è ipotizzato che gli affreschi, originali ed insoliti per la mescolanza tra sacro, mitologico e profano, siano stati eseguiti tra il 1515 e il 1520. Un attento esame stilistico porta ad attribuire gli affreschi al pittore veneto Marco Bello, attivo in Friuli dal 1505 al 1523.

## Interno
All'interno dell'edificio retrostante, sempre pertinente al Palazzo, è stato praticato nel 1998 uno scavo archeologico. Il sito si è rivelato un insediamento continuativo fin dall'epoca romana. In poco più di dodici metri di lunghezza si possono trovare lacerti di mura originali che datano dal I secolo d.C.. Attraverso vetrate illuminate si possono vedere la pavimentazione romana corrispondente ad una piccola parte del decumano maggiore della città, mura romane, mura alto-medievali longobarde, mura tardo-medievali e rinascimentali e le fondazioni di una torre del XIV secolo, archi del periodo patriarcale e veneziano, stipiti settecenteschi.
Al piano terreno del Palazzo, in un angolo appartato della farmacia tuttora in attività, è stato allestito un Museo dove sono presenti numerosi reperti di carattere farmaceutico e sanitario, tra i quali una cassetta-valigia per le visite mediche domiciliari (1790), vasi e vetri dell'Ottocento, una sputacchiera francese da borsetta di fine Ottocento, un torchio americano in ghisa (1895), soluzioni originali per fleboclisi degli anni '20 del Novecento e numerosi libri d'epoca. Gli oggetti sono esposti entro mobili di stile neo-gotico floreale, risalenti al 1880.